# Julenat (film fra 1913)
|  | For den sovjetiske tegnefilm fra 1951 med filmatisering af Gogols novelle, se Julenat (film fra 1951) |
Julenat (russisk: Ночь перед Рождеством) er en russisk stumfilm fra 1913 af Vladislav Starevitj.
Filmen er baseret på Nikolaj Gogols historie "Julenat" (udgivet på dansk i samlingerne "Russiske fortællinger i det nittende aarhundrede" (Gyldendal, 1930) og "Gamle og nye djævlehistorier" (1979)). Filmen beskriver Djævelen og heksen Solokha, der involverer sig i landsbyens indbyggeres julenat.

## Medvirkende
- Ivan Mozzjukhin
- Olga Obolenskaja som Oksana
- Lidija Tridenskaja som Solokha
- Pjotr Lopukhin som Vakula
- Aleksandr Kheruvimov som Golova